# Агидельская культура
Агидельская культура — археологическая культура позднего неолита и энеолита Южного Предуралья, Волго-Уральского междуречья. Конец V—III тысячелетия до нашей эры.

## Название
Археологическая культура названа по реке Белая (Агидель).

## География
Население агидельской культуры концентрировалось преимущественно в Икско-Дёмском междуречье и в низовьях реки Белой (территория Башкортостана); 
Большинство памятников расположены в лесостепной и степной части Башкортостана, по бассейнам рек Белая, Дёма и Ик. Памятники раннего этапа: Муллино III, Давлеканово III, Бельская I; поздний этап — Муллино IV, Сауз III, Гумерово и др.

## Материальная культура
Поселения агидельской культуры находились на высоких надпойменных террасах и не имели укреплений. Жилищами служили наземные прямоугольные, вероятно, бревенчатые сооружения.
Керамика на раннем этапе кругло-донная с наплывом у венчиков (воротничковая); на позднем этапе — прямые стенки с орнаментом в виде крупной, гребёнки. Преобладают орудия из кремня, шлифованные топоры и тесла, ножи и наконечники суртандинского типа, зернотёрки, кремнёвые серпы. Кости домашних животных: лошадей, крупного и мелкого рогатого скота (до 35 %).

## Хозяйство
занималось охотой, рыболовством, скотоводством.

## Генетические связи
На западе граничила с самарской культурой, на юго-востоке с зауральской (суртандинской) культурой.